# Бакчарський район
Бакча́рський район (рос. Бакчарский район) — адміністративна одиниця Томської області Російської Федерації.
Адміністративний центр — село Бакчар.

## Населення
Населення району становить 11597 осіб (2019; 13419 у 2010, 15963 у 2002).

## Адміністративно-територіальний поділ
На території району 6 сільських поселення:
| Поселення                         | Площа, км² | Населення, осіб (2002) | Населення, осіб (2010) | Населення, осіб (2019) | Центр       | Населені пункти |
| --------------------------------- | ---------- | ---------------------- | ---------------------- | ---------------------- | ----------- | --------------- |
| Бакчарське сільське поселення     | 3194,78    | 8407                   | 7289                   | 6424                   | Бакчар      | 4               |
| Вавіловське сільське поселення    | 819,35     | 773                    | 723                    | 713                    | Вавіловка   | 3               |
| Високоярське сільське поселення   | 3110,94    | 1971                   | 1601                   | 1348                   | Високий Яр  | 6               |
| Парбізьке сільське поселення      | 12551,75   | 3061                   | 2412                   | 1942                   | Парбіг      | 6               |
| Плотниковське сільське поселення  | 3526,75    | 853                    | 714                    | 639                    | Плотниково  | 2               |
| Поротниковське сільське поселення | 1482,89    | 898                    | 680                    | 579                    | Поротниково | 3               |

## Найбільші населені пункти
Населені пункти з чисельністю населення понад 1000 осіб:
| № | Населений пункт | Населення, осіб (2002) | Населення, осіб (2010) |
| - | --------------- | ---------------------- | ---------------------- |
| 1 | Бакчар          | 7 174                  | 6 128                  |
| 2 | Парбіг          | 2 241                  | 1 900                  |